# Transistor 3D
Con il termine 3D transistor si indica una particolare evoluzione dei transistor tradizionali che non prevede un progetto planare ma tridimensionale. Lo sviluppo di transistor con struttura tridimensionale è stato portato avanti da diverse società e gruppi di ricerca (tra questi uno dei più attivi è sempre stata Intel) e la caratteristica peculiare di tali soluzioni è quella di contenere non uno, ma 3 "gate".
Nel 2007 Intel aveva annunciato che questo tipo di transistor avrebbe potuto debuttare nel 2009 nei futuri processori basati sulle architetture Westmere e Sandy Bridge costruiti con processo produttivo a 32 nm, ma successivamente non si hanno più avuto conferme in tal senso ed è apparso quindi probabile uno slittamento di tale rivoluzione ai processi produttivi ancora più evoluti. Tale fatto è poi stato confermato da Intel nel corso del 2011, avendo annunciato l'impiego di tale tecnologia nei processori a 22 nm basati su architettura Ivy Bridge.

## Caratteristiche tecniche
I primi transistor 3D erano stati annunciati originariamente nel 2002 ma, successivamente, le notizie al riguardo erano diventate molto scarne e diradate nel tempo; a metà 2007 Intel tornò a parlare di questo progetto, segno che esso non fosse mai stato abbandonato dal produttore statunitense, malgrado l'esiguità delle informazioni rilasciate alla stampa. In occasione di quest'ultimo evento, Intel dichiarò che abbinando il processo produttivo a 32 nm con questo nuovo tipo di transistor si sarebbe potuto ottenere un consistente aumento dell'efficienza dei processori, quantificando la riduzione dei consumi in ben il 35% rispetto a quanto ottenibile mediante l'utilizzo di transistor tradizionali.
Apparve immediatamente chiaro come l'introduzione dei transistor 3D sarebbe diventata una vera e propria rivoluzione, la prima dal 1950, anno di creazione dei primi transistor "tradizionali", nella progettazione del componente base di un qualsiasi circuito integrato. La differenza fondamentale dei nuovi transistor rispetto a quelli classici risiede nel posizionamento e nel numero dei "gate"; se nei transistor tradizionali (che hanno una struttura planare) è presente un unico gate posizionato in piano attraverso il substrato, nei transistor 3D (chiamati anche "tri-gate transistor") sono presenti ben 3 gate, e in particolare uno di questi è posizionato sopra gli altri 2, disposto verticalmente e consentendo un'area 3 volte maggiore per lo spostamento degli elettroni.

## Vantaggi del nuovo transistor
Secondo Intel, lo sviluppo di questo nuovo tipo di transistor andrà a risolvere un problema che con il susseguirsi delle generazioni dei processi produttivi sta rapidamente diventando difficile da arginare: man mano che i transistor diventano più piccoli infatti, la dispersione di corrente (chiamata anche Power Leakage) aumenta durante lo stato "off" in cui il transistor dovrebbe interdire il passaggio di cariche, aumentando di conseguenza anche il consumo di corrente del dispositivo. Si tratta di un problema che Intel ha dovuto affrontare nella sua forma più grave al momento del passaggio al processo produttivo a 90 nm introdotto con i Pentium 4 Prescott che consumavano fino a 115 W.
Nel tempo sono poi state sviluppate altre tecniche per limitare i fenomeni di dispersione della corrente, e tra queste una delle più importanti è arrivata a fine 2007 ad opera della stessa Intel al momento del passaggio dal processo produttivo a 65 nm verso quello a 45 nm; nei processori basati su quest'ultimo, venivano impiegati "high-k dielectrics" (strati dielettrici, quindi isolanti, ad alta costante k, ovvero "maggiormente isolanti"), uniti a "metal gate transistors" (transistor con terminale di "gate" metallizzato) a base di afnio. L'utilizzo di "high-k dielectrics" ha consentito di aumentare lo spessore dello strato dielettrico e allo stesso tempo aumentare l'effetto di campo del gate, il che si è tradotto in una corrente maggiore in stato "on", meno intensa in stato "off", e una significativa diminuzione delle dispersioni. Grazie a questo fatto, si è così ottenuta una riduzione di circa il 30% della potenza richiesta per la commutazione on/off dei transistor, aumentando di conseguenza del 20% l'efficienza della corrente, che si rispecchia direttamente in un aumento del 20% delle prestazioni.
L'innovazione introdotta con il processo produttivo a 45 nm, se pure significativa per contenere il consumo massimo, ha conservato comunque la tradizionale struttura planare del transistor. Nel transistor 3D, l'aggiunta di 2 gate consentirà un aumento di corrente in transito all'interno del dispositivo ma senza il corrispondente aumento della dispersione, dato che i "canali" attraverso cui potranno transitare i portatori di carica saranno 3 e non più uno unico.

## Primi prototipi
In occasione dell'evento svoltosi nel 2007 (che è rimasto l'ultimo in cui Intel avesse accennato a questa tecnologia prima del nuovo annuncio del 2011) in cui venivano mostrate alcune tecnologie allo studio per gli anni successivi, Intel mostrò alcune immagini riprese al microscopio elettronico dei primi prototipi di transistor 3D, che a quell'epoca venivano ancora realizzati a 65 nm. Sembra che tali prototipi fossero il 45% più veloci rispetto ai normali transistor planari (sempre a 65 nm) a fronte però di una dispersione di corrente inferiore di ben 50 volte.
Intel tenne immediatamente a precisare come la data di rilascio prevista allora (il 2009, abbinato al processo produttivo a 32 nm) fosse solo indicativa e tutt'altro che certa data l'immaturità dello stadio di sviluppo. Una tale rivoluzione infatti, al di là dei problemi progettuali e di resa produttiva, ne porta ovviamente moltissimi altri di correlati, anche nello sviluppo stesso delle architetture dei processori e degli impianti produttivi. Alle domande dei giornalisti che chiedevano quali fossero le "fasi" necessarie per poter avere tali transistor 3D nei prodotti commerciali, Intel dichiarò che innanzitutto era necessario mettere a punto il nuovo processo produttivo (cosa che poi è regolarmente avvenuta nel corso 2009, secondo i tempi effettivamente previsti) e successivamente ottenere una buona resa produttiva per questo nuovo tipo di componente.
I prodotti commerciali arriveranno con un paio d'anni di ritardo sul previsto, a fine 2011, ma abbinati al nuovo processo produttivo a 22 nm.

### Alcune considerazioni
Per comprendere quanto possa essere difficoltosa la creazione di interi processori il cui "mattone fondamentale" sia completamente rivoluzionario, è sufficiente considerare una delle più note Leggi di Moore (uno dei fondatori della stessa Intel) secondo la quale la densità di transistor all'interno di un processore raddoppia ogni 18/24 mesi e, se si pensa che già alla fine del 2007 arrivarono i processori a 4 core (basati su core Yorkfield), prodotti a 45 nm e composti da 820 milioni di transistor, è chiaro come prodotti a 32 nm potrebbero teoricamente, contenere fino a 1,5 miliardi di transistor (in realtà già il primo processore a 8 core, Beckton basato ancora sul processo produttivo a 45 nm ne conteneva ben 2,3 miliardi, sebbene si tratti di un prodotto riservato ai sistemi server di fascia più alta).
Realizzare simili CPU è molto complicato anche mediante l'utilizzo di transistor tradizionali e quindi appare evidente come la loro possibile realizzazione utilizzando i transistor 3D richieda assolutamente una tecnologia produttiva e uno sviluppo assolutamente a punto; grazie alla riduzione della dispersione si potrebbero ottenere anche processori mobile in grado di offrire autonomie ai sistemi portatili che sfiorerebbero le 8 ore. In effetti, già agli inizi del 2006 Intel annunciava il proprio impegno a fornire 10 ore di autonomia ad un sistema portatile entro il 2010, cosa che non è ancora realizzabile se non mediante l'uso combinato di 2 batterie.
Proprio a questo proposito, Intel nel 2007 aveva candidamente annunciato di essere ancora lontana dall'essere in grado di "stipare" 1 miliardo di transistor 3D all'interno di un unico processore e si era quindi dimostrata cauta nell'utilizzo di questa tecnologia. Gli sviluppi raggiunti fino a quel momento lasciavano ben sperare ma, in questi campi, l'imprevisto che blocca un progetto è sempre in agguato.

## Altri produttori
La giapponese Unisantis Electronics e il singaporiano "Institute of Microelectronics" nel dicembre 2007 hanno presentato un progetto di ricerca volto a sviluppare un transistor in grado di operare con frequenze comprese tra i 20 e i 50 GHz. Questo transistor, chiamato Surrounding Gate Transistor, dovrebbe operare con frequenze di funzionamento fino a 10 volte superiori a quelle dei dispositivi in commercio e dovrebbe avere consumi ridotti.

## Il possibile successore
Se già una tecnologia così avanzata come il transistor 3D fosse tutt'altro che sicura, ancora meno si può dire sulle caratteristiche di un componente in grado di migliorarne ulteriormente le prestazioni.
Senza fare alcun proclama, secondo Intel, una strada potrebbe essere quella della pipe-structure, basata su singolo gate ma con copertura totale del flusso di elettroni tra "source" e "drain". Si tratterebbe di sfruttare il famoso effetto tunnel ma, per il momento, questo sarebbe solo un esercizio di pensiero più che un reale progetto, dato che la tecnologia per ottenere un circuito elettrico basato su questo principio al momento non è disponibile e non è nemmeno prevedibile a breve un suo sviluppo.